# Idi iz života moga
Idi iz života moga är Indira Radićs fjärde studioalbum, som släpptes på PGP-RTS, år 1995.

## Låtlista
1. Idi iz života moga (Försvinn ur mitt liv)
2. Sve je gore sa tobom (Det är upp till dig)
3. Vidim strast u tvojim očima (Jag ser passionen i dina ögon)
4. Ti si isti kao ostali (Du är precis som andra)
5. Sve da volim ona me učila (Jag älskar allt som hon lärde mig)
6. Hiljadu noći (Tusen nätter)
7. Tvoj pogled (Din syn)
8. Hoće mi se hoće (Kommer vi vill)

### Fotnoter
1. ↑  ”Idi iz života moga”. Discogs. http://www.discogs.com/Indira-Radi%C4%87-Idi-Iz-%C5%BDivota-Moga/release/4191742. Läst 23 mars 2013.